# Krzysztof Mikuła
Krzysztof Józef Mikuła (ur. 3 lipca 1974 w Katowicach) – polski polityk, prawnik, poseł na Sejm V kadencji.

## Życiorys
W 2002 ukończył studia na Wydziale Prawa i Administracji Uniwersytetu Śląskiego. Wcześniej pracował jako kierownik biura poselskiego AWS, a następnie asystent wicemarszałka województwa.
Od 1998 do 2005 zasiadał w radzie miasta Katowice. Działał w Stronnictwie Konserwatywno-Ludowym, w latach 2001–2002 był członkiem Przymierza Prawicy, a następnie przystąpił do Prawa i Sprawiedliwości. Związany z Katolickim Stowarzyszeniem Młodzieży, w którym w latach 1994–2001 pełnił funkcję prezesa w archidiecezji katowickiej, a w latach 1997–2000 był wiceprzewodniczącym rady krajowej stowarzyszenia.
W wyborach parlamentarnych w 2005 z listy PiS uzyskał mandat posła z okręgu katowickiego liczbą 10 208 głosów. Zasiadał w Komisji Sprawiedliwości i Praw Człowieka oraz Komisji Gospodarki. Jako jedyny poseł Prawa i Sprawiedliwości w głosowaniu (26 października 2005) nad wyborem Andrzeja Leppera na wicemarszałka Sejmu V kadencji zagłosował przeciw.
W wyborach do Sejmu w 2007 otrzymał 7938 głosów poparcia, nie uzyskując ponownie mandatu poselskiego.
W 2008 odszedł z PiS, stanął na czele regionalnego Stowarzyszenia „Śląsk XXI” (był jego przewodniczącym do października 2009), był też członkiem rady programowej Ruchu Obywatelskiego „Polska XXI” (istniejącego do stycznia 2010).
Po zakończeniu pełnienia mandatu został m.in. prezesem Towarzystwa Budownictwa Społecznego w Katowicach, a w latach 2014–2015 pełnił funkcję zastępcy prezydenta Katowic. Od 2016 był członkiem zarządu Huty Pokój oraz Węglokoksu.